# 1В16
Машина 1В16 (ACRV M1974/3 по классификации НАТО) — советская и российская командно-штабная машина дивизиона самоходной артиллерии. Входит в состав комплекса средств автоматизации управления огнём (КСАУО) самоходной артиллерии 1В12 «Машина-С».

## Описание конструкции
Машина 1В16 создана на базе шасси МТ-ЛБу. Выполняет расчёт установок для стрельбы, решает задачи способов обстрела целей, передаёт данные на огневые позиции батарей. Обрабатывает результаты топогеодезической привязки, измеряет наземные метеорологические данные. Машина 1В16 поддерживает связь со штабом полка, командиром дивизиона, с приданными средствами артиллерийской разведки, командирами и старшими офицерами батарей.

## Модификации
- 1В16 — машина начальника штаба дивизиона КСАУО 1В12, 1В12-1
- 1В16-1 — машина начальника штаба дивизиона КСАУО (Комплекс средств автоматизации управления огнём) 1В12 для самоходной гаубицы 2С1 «Гвоздика»
- 1В16-2 — машина начальника штаба дивизиона КСАУО 1В12 для самоходной гаубицы 2С3 «Акация»
- 1В16-3 — машина начальника штаба дивизиона КСАУО 1В12 для самоходного миномёта 2С4 «Тюльпан»
- 1В16-4 — машина начальника штаба дивизиона КСАУО 1В12 для самоходной пушки 2С5 «Гиацинт»
- 1В16-5 — машина начальника штаба дивизиона КСАУО 1В12 для самоходной пушки 2С7 «Пион»
- 1В16-8 — машина начальника штаба дивизиона КСАУО 1В12-3
- 1В16-9 — машина начальника штаба дивизиона КСАУО 1В12-4
- 1В16М — машина начальника штаба дивизиона КСАУО 1В12М
- 1В16М-1 — машина начальника штаба дивизиона КСАУО 1В12М-1
- 1В16М-3 — машина начальника штаба дивизиона КСАУО 1В12М-3
- MT-LBu-PS — финская модификация машины начальника штаба дивизиона 1В16